# 40

## Nașteri
- dată necunoscută: Plutarh  (d. ?)
- martie: Marțial  (d. 104)
- dată necunoscută: Dioscoride  (d. 90)
- dată necunoscută: Dion Hrisostomos filosof grec (d. 120)
- dată necunoscută: Claudia Octavia împărăteasă consoartă a Imperiului Roman (d. 62)

## Decese
- dată necunoscută: Ana (preot)  (n. 40 î.Hr.)
- dată necunoscută: Pancrațiu de Taormina episcop martir (n. ?)